# Julie Letai
Julie Letai est une patineuse de vitesse sur piste courte américaine.

## Biographie
Julie Letai naît le 23 juin 2000 à Boston, troisième de sa fratrie.
Enfant, elle fait d'abord du patinage artistique, commençant sur la glace dès deux ans parce que ses parents l'emmènent à l'entraînement de ses aînés et en club entre quatre et six ans. Sa mère l'inscrit en 2007 dans un club de patinage de vitesse, voyant que sa fille préfère sprinter plutôt que faire des figures et qu'elle déteste porter les jupes imposées en compétition.
En 2018, elle subit une opération du genou droit, puis au genou gauche en 2020. Elle vit et s'entraîne à Salt Lake City ; pendant son temps libre, elle joue de la batterie. Son entraîneur est Wang Hongyang en club, puis Stephen Gough en national.
Elle participe aux Jeux olympiques de 2022, où elle est 21e au 1500 mètres et son équipe finit huitième du relais féminin ; en relais, elle concourt avec Kristen Santos-Griswold, Corinne Stoddard, Eunice Lee et Maame Biney.
En 2024, elle est deuxième aux championnats du monde au relais féminin avec les mêmes coéquipières sauf Maame Biney. En individuel, elle finit septième du 500 mètres et 41e du 1500 mètres. Elle étudie la médecine en parallèle.